# Babyrousa togeanensis
Babyrousa togeanensis é uma espécie de mamífero da família Suidae. Endêmica da Indonésia, onde pode ser encontrada no arquipélago de Togian (nas ilhas de Batudaka, Togean, Talatakoh e Malenge). Considerada como uma subespécie da Babyrousa babyrussa, foi elevada a categoria de espécie distinta.